# Acanthemblemaria harpeza
Acanthemblemaria harpeza är en fiskart som beskrevs av Williams 2002. Acanthemblemaria harpeza ingår i släktet Acanthemblemaria och familjen Chaenopsidae. Inga underarter finns listade i Catalogue of Life.